# Fechner (Mondkrater)
Fechner ist ein Einschlagkrater auf der Mondrückseite.
Der Krater Fechner liegt im Süden der erdabgewandten Seite, am Westrand des Einschlagbeckens Planck, er überlagert das Vallis Planck.
Die Entstehungszeit des Kraters fällt in die nektarische Periode.
Fechner hat einen Nebenkrater:
| Buchstabe | Position            | Durchmesser | Link |
| --------- | ------------------- | ----------- | ---- |
| T         | 58,74° S, 122,82° O | 14 km       |      |

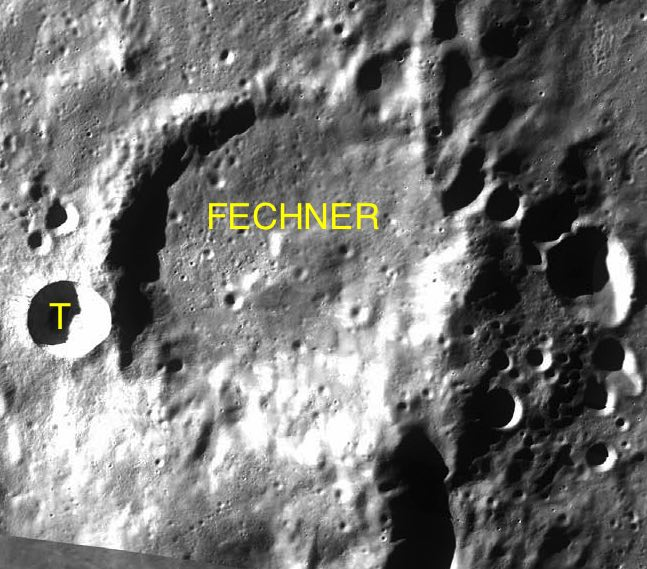
Fechner mit seinem Nebenkratern

Der Krater wurde 1970 von der IAU offiziell nach dem deutschen Physiker und Philosophen Gustav Theodor Fechner benannt.